# Seznam dílů seriálu Za sklem
Toto je seznam dílů seriálu Za sklem. Slovenský kriminální televizní seriál Za sklem měl premiéru na stanicech JOJ a JOJ Family 28. září 2016. Od 4. července 2017 seriál vysílala také televize Prima. 

## Přehled řad
| Řada | Díly | Premiéra v SR     | Premiéra v SR      | Premiéra v ČR (JOJ Family) | Premiéra v ČR (JOJ Family) | Premiéra v ČR (TV Prima) | Premiéra v ČR (TV Prima) |
| Řada | Díly | První díl         | Poslední díl       | První díl                  | Poslední díl               | První díl                | Poslední díl             |
| ---- | ---- | ----------------- | ------------------ | -------------------------- | -------------------------- | ------------------------ | ------------------------ |
| 1    | 8    | 28. září 2016     | 16. listopadu 2016 | 28. září 2016              | 16. listopadu 2016         | 4. července 2017         | 23. srpna 2017           |
| 2    | 8    | 8. listopadu 2017 | 23. května 2018    | 30. července 2018          | 9. srpna 2018              | bude oznámeno            | bude oznámeno            |
| 3    | 10   | 1. října 2019     | 12. listopadu 2019 | bude oznámeno              | bude oznámeno              | bude oznámeno            | bude oznámeno            |

## Seznam dílů

### První řada (2016)
| Č. v seriálu | Č. v řadě | Původní název | Režie                                          | Scénář            | Premiéra v SR      | Premiéra v ČR (JOJ Family) | Premiéra v ČR (TV Prima) |
| ------------ | --------- | ------------- | ---------------------------------------------- | ----------------- | ------------------ | -------------------------- | ------------------------ |
| 1            | 1         | Epizoda 1     | Peter Bebjak, Róbert Šveda a Zuzana Marianková | Valeria Schulzová | 28. září 2016      | 28. září 2016              | 4. července 2017         |
| 2            | 2         | Epizoda 2     | Peter Bebjak, Róbert Šveda a Zuzana Marianková | Valeria Schulzová | 5. října 2016      | 5. října 2016              | 11. července 2017        |
| 3            | 3         | Epizoda 3     | Peter Bebjak, Róbert Šveda a Zuzana Marianková | Valeria Schulzová | 12. října 2016     | 12. října 2016             | 18. července 2017        |
| 4            | 4         | Epizoda 4     | Peter Bebjak, Róbert Šveda a Zuzana Marianková | Valeria Schulzová | 19. října 2016     | 19. října 2016             | 25. července 2017        |
| 5            | 5         | Epizoda 5     | Peter Bebjak, Róbert Šveda a Zuzana Marianková | Valeria Schulzová | 26. října 2016     | 26. října 2016             | 2. srpna 2017            |
| 6            | 6         | Epizoda 6     | Peter Bebjak, Róbert Šveda a Zuzana Marianková | Valeria Schulzová | 2. listopadu 2016  | 2. listopadu 2016          | 9. srpna 2017            |
| 7            | 7         | Epizoda 7     | Peter Bebjak, Róbert Šveda a Zuzana Marianková | Valeria Schulzová | 9. listopadu 2016  | 9. listopadu 2016          | 16. srpna 2017           |
| 8            | 8         | Epizoda 8     | Peter Bebjak, Róbert Šveda a Zuzana Marianková | Valeria Schulzová | 16. listopadu 2016 | 16. listopadu 2016         | 23. srpna 2017           |

### Druhá řada (2017–2018)
| Č. v seriálu | Č. v řadě | Původní název | Režie                                      | Scénář                            | Premiéra v SR     | Premiéra v ČR (JOJ Family) |
| ------------ | --------- | ------------- | ------------------------------------------ | --------------------------------- | ----------------- | -------------------------- |
| 9            | 1         | Epizoda 1     | Peter Bebjak, Róbert Šveda a Michal Blaško | Valeria Schulzová a Roman Olekšák | 8. listopadu 2017 | 30. července 2018          |
| 10           | 2         | Epizoda 2     | Peter Bebjak, Róbert Šveda a Michal Blaško | Roman Olekšák                     | 2. května 2018    | 31. července 2018          |
| 11           | 3         | Epizoda 3     | Peter Bebjak, Róbert Šveda a Michal Blaško | Valeria Schulzová a Roman Olekšák | 8. května 2018    | 1. srpna 2018              |
| 12           | 4         | Epizoda 4     | Peter Bebjak, Róbert Šveda a Michal Blaško | Valeria Schulzová a Roman Olekšák | 9. května 2018    | 2. srpna 2018              |
| 13           | 5         | Epizoda 5     | Peter Bebjak, Róbert Šveda a Michal Blaško | Valeria Schulzová a Roman Olekšák | 15. května 2018   | 6. srpna 2018              |
| 14           | 6         | Epizoda 6     | Peter Bebjak, Róbert Šveda a Michal Blaško | Valeria Schulzová a Roman Olekšák | 16. května 2018   | 7. srpna 2018              |
| 15           | 7         | Epizoda 7     | Peter Bebjak, Róbert Šveda a Michal Blaško | Valeria Schulzová a Roman Olekšák | 22. května 2018   | 8. srpna 2018              |
| 16           | 8         | Epizóda 8     | Peter Bebjak, Róbert Šveda a Michal Blaško | Valeria Schulzová a Roman Olekšák | 23. května 2018   | 9. srpna 2018              |

### Třetí řada (2019)
Dne 17. července 2018 bylo oznámeno, že seriál získal třetí a finální řadu, která byla inspirovaná vraždou novináře Jána Kuciaka a jeho snoubenky Martiny Kušnírové. Řada měla premiéru 1. října 2019.
| Č. v seriálu | Č. v řadě | Původní název | Režie                                      | Scénář                            | Premiéra v SR      | Premiéra v ČR (JOJ Family) |
| ------------ | --------- | ------------- | ------------------------------------------ | --------------------------------- | ------------------ | -------------------------- |
| 17           | 1         | Epizoda 1     | Peter Bebjak, Róbert Šveda a Michal Blaško | Valeria Schulzová a Roman Olekšák | 1. října 2019      | bude oznámeno              |
| 18           | 2         | Epizoda 2     | Peter Bebjak, Róbert Šveda a Michal Blaško | Valeria Schulzová a Roman Olekšák | 8. října 2019      | bude oznámeno              |
| 19           | 3         | Epizoda 3     | Peter Bebjak, Róbert Šveda a Michal Blaško | Valeria Schulzová a Roman Olekšák | 15. října 2019     | bude oznámeno              |
| 20           | 4         | Epizoda 4     | Peter Bebjak, Róbert Šveda a Michal Blaško | Valeria Schulzová a Roman Olekšák | 22. října 2019     | bude oznámeno              |
| 21           | 5         | Epizoda 5     | Peter Bebjak, Róbert Šveda a Michal Blaško | Valeria Schulzová a Roman Olekšák | 29. října 2019     | bude oznámeno              |
| 22           | 6         | Epizoda 6     | Peter Bebjak, Róbert Šveda a Michal Blaško | Valeria Schulzová a Roman Olekšák | 29. října 2019     | bude oznámeno              |
| 23           | 7         | Epizoda 7     | Peter Bebjak, Róbert Šveda a Michal Blaško | Valeria Schulzová a Roman Olekšák | 5. listopadu 2019  | bude oznámeno              |
| 24           | 8         | Epizóda 8     | Peter Bebjak, Róbert Šveda a Michal Blaško | Valeria Schulzová a Roman Olekšák | 5. listopadu 2019  | bude oznámeno              |
| 25           | 9         | Epizoda 9     | Peter Bebjak, Róbert Šveda a Michal Blaško | Valeria Schulzová a Roman Olekšák | 12. listopadu 2019 | bude oznámeno              |
| 26           | 10        | Epizóda 10    | Peter Bebjak, Róbert Šveda a Michal Blaško | Valeria Schulzová a Roman Olekšák | 12. listopadu 2019 | bude oznámeno              |